# Pardosa mysorensis
Pardosa mysorensis este o specie de păianjeni din genul Pardosa, familia Lycosidae. A fost descrisă pentru prima dată de Benoy Krishna Tikader și Mukerji, 1971. Conform Catalogue of Life specia Pardosa mysorensis nu are subspecii cunoscute.